# Chilocorus bipustulatus
Chilocorus bipustulatus es una especie de coleóptero cucujoideo de la familia Coccinellidae de la subfamilia Chilocorinae. Estos escarabajos son originarios de Europa, oeste de Asia y norte de África (origen paleártico) pero han sido introducidos en todo el mundo como control biológico, entre otros países, en Argentina.

## Características
Estos pequeños escarabajos pueden medir entre 3,0 a 5,0 mm. Tienen forma casi circular, con un color marrón oscuro muy brillante, que puede variar hasta casi negro. Sus patas y lado inferior son marrones, mientras que sus antenas y piezas bucales tienen un color amarillento.
Los élitros tienen una franja transversal de tres manchitas color naranja rojizo, justo antes de la mitad del largo, que no tocan los bordes laterales, los cuales a veces se unen en dos manchas más grandes en cada uno de los élitros (de ahí la palabra latina bipustulatus, que significa dos ampollas).  Las manchas pueden variar del amarillo al rojo oscuro, o pueden ser imperceptibles.

## Biología
El fotoperíodo es uno de los factores que induce la diapausa de los adultos de esta especie a temperaturas menores de 24 °C y en días cortos.
En Europa C. bipustulatus se puede encontrar en huertos frutales, bosques de pinos y canteras de piedra. En Polonia se encontró en pastos, vegetación baja y arbustos, en brezales, bajo lascas de corteza de pinos y árboles frutales, ocasionalmente en la hojarasca y en el musgo.

### Alimentación
Es una especie que depreda muchas presas diferentes, como cochinillas y pulgones. Se alimenta también de insectos escamas, en especial de las familias Coccidae y Diaspididae (Saissetia oleae, Aspidiotus neri, Chionaspis salicis, Chrysomphalus aonidum, Pseudaulacaspis pentagona, Planococcus citri, etc.).

## Importancia económica
Al ser un hábil depredador es utilizado en gran parte del mundo como control biológico. Esto ha llevado a que sea una especie introducida en regiones más allá de su distribución nativa, como Sudamérica, África tropical, Hawái y Norteamérica.

## Distribución
El rango de distribución de Chilocorus bipustulatus incluye Argentina, Uruguay, África, Asia, Europa, Norteamérica (USA) y Oceania.

## Galería

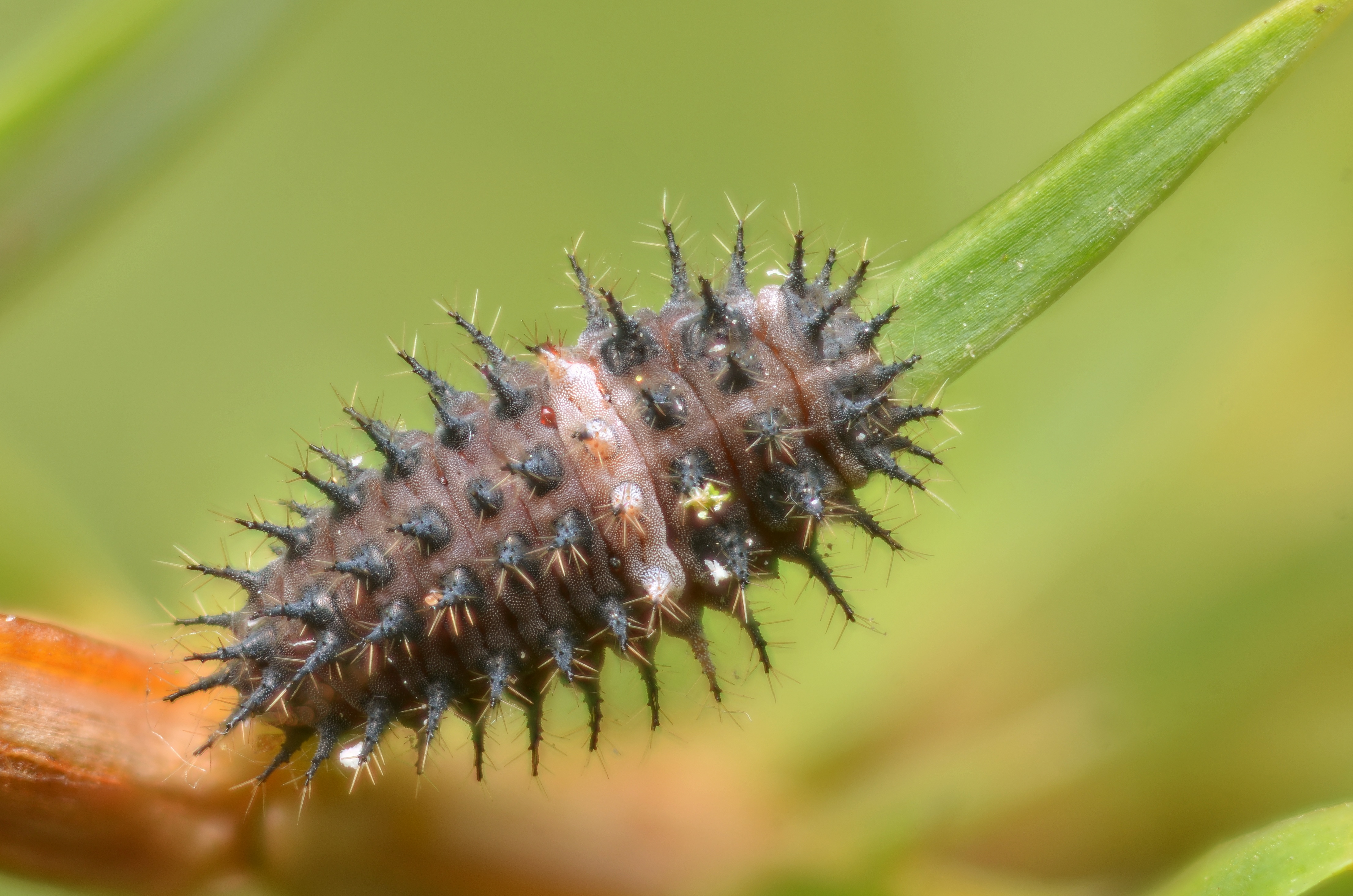
Larva de Chilocorus bipustulatus.
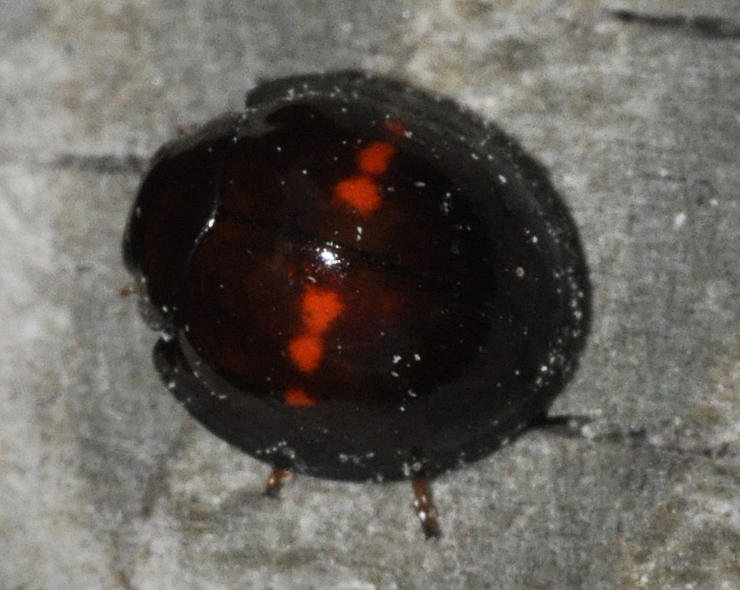
Adulto de Chilocorus bipustulatus en vista dorsal.
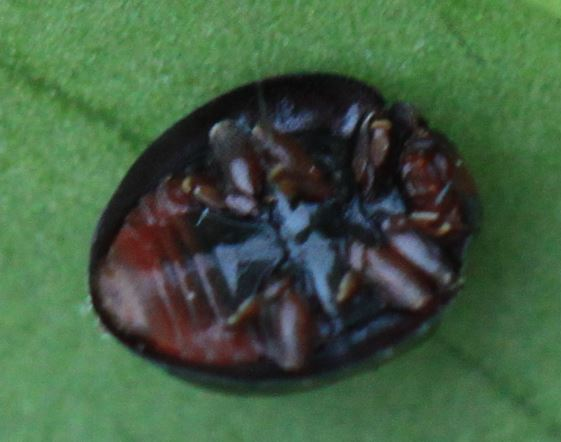
Adulto de Chilocorus bipustulatus en vista ventral.
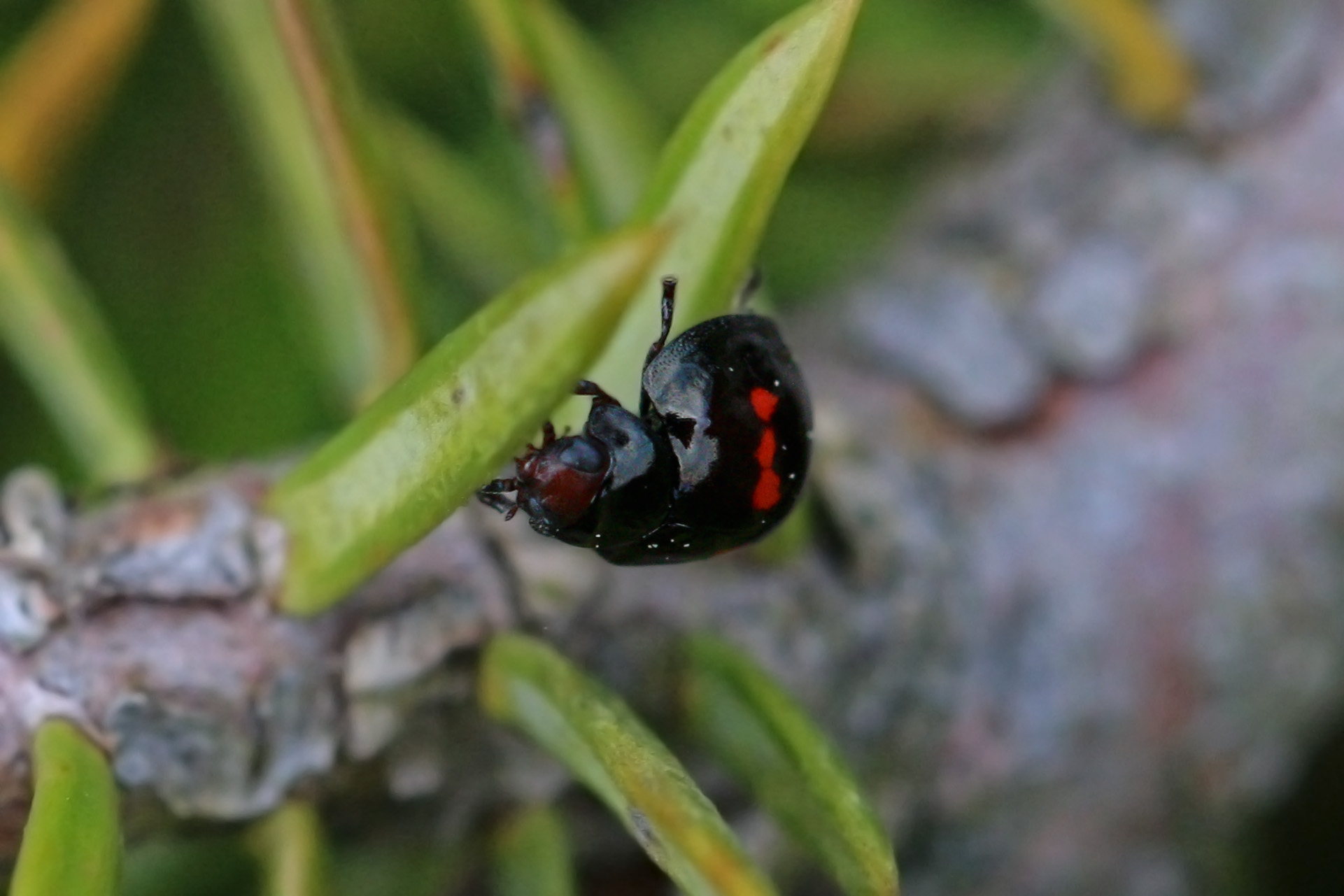
Adulto de Chilocorus bipustulatus sobre hoja.
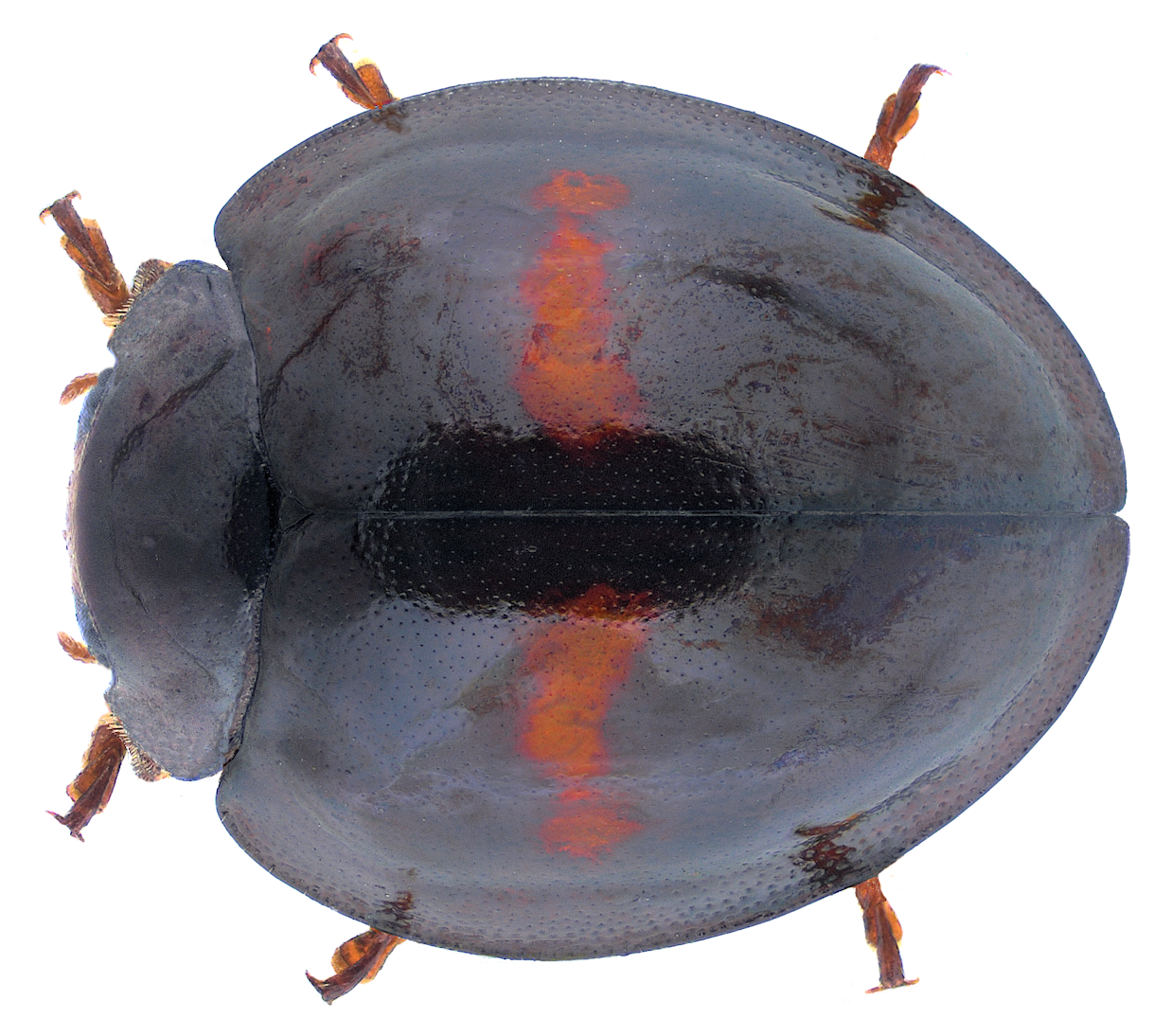
Adulto.